# Pervenstvo Professional'noj Futbol'noj Ligi 2016-2017
La Pervenstvo Professional'noj Futbol'noj Ligi 2016-2017 (in russo: Lega del Campionato professionistico di calcio 2016-2017) è stata la 25ª edizione della PFN Ligi, terza serie del campionato russo di calcio.

## Stagione

### Novità
Il numero di partiecpanti calò da 62 a 58, nonostante il blocco delle retrocessioni. Vennero a mancare, infatti, le squadre che avevano dichiarato bancarotta (durante la precedente stagione o nella sosta estiva): Karelija Petrozavodsk, Lokomotiv Liski, Terek Groznyj-2, MITOS Novočerkassk, Astrachan', Chimik Dzeržinsk, Tom' Tomsk-2, Sibir'-2, Jakutija Jakutsk e Novokuzneck. A queste squadre vanno aggiunt le squadre promosse in PFN Ligi: Chimki, Tambov, Spartak-Nal'čik e Neftechimik, mentre lo Smena K.N.A. rinunciò alla promozione e rimase nella categoria.
Ad incrementare i partecipanti, dalla PFN Ligi arrivarono le retrocesse Torpedo Armavir (che cambiò nome in Template:Calcio Armavir(Russia)), Bajkal Irkutsk e KAMAZ, mentre le altre due retrocesse (Baltika e Enisej) furono ripescate; dalla prima serie dei dilettanti, invece, non arrivò alcun club, ma furono ripescato solo club della seconda serie Zenit Irkutsk, Čajka Pesčanopskoe e Saturn. In parte ciò dipese dal fatto che i dilettanti erano organizzati seguendo l'anno solare (come accadeva in tutti i campionati russi fino al 2010), trovandosi così le stagioni sfalsate.
A completamento degli organici furono ammessi Dinamo-2 Mosca, Kuban'-2, Legion Dinamo e Soči 2013.

### Formula
Il numero di partecipanti variava a seconda del girone: in particolare nel Girone Est c'erano solo sei squadre al via e in quello Urali-Volga nove. In tutti i gironi si giocavano turni di andata e ritorno, con l'eccezione del Girone Urali-Volga dove erano previsti tre turni e del Girone Est dove erano previsti quattro turni; erano assegnati tre punti per la vittoria, uno per il pareggio e zero per la sconfitta. La promozione in seconda serie era riservata alla sola prima classificata di ogni girone, mentre non erano previste retrocessioni nei dilettanti.

### Avvenimenti
Nel Girone Centro l'Orël si ritirò durante la sosta invernale: per le restanti gare la vittoria fu attribuita 3-0 a tavolino agli avversari.

## Girone Ovest

### Squadre partecipanti
| Squadra                | Città           | Stagione precedente              |
| ---------------------- | --------------- | -------------------------------- |
| CRFSO Smolensk         | Smolensk        | 10º nel Girone Ovest di PPF Ligi |
| Dinamo San Pietroburgo | San Pietroburgo | 7º nel Girone Ovest di PPF Ligi  |
| Dinamo-2 Mosca         | Mosca           | Club di nuova istituzione        |
| Dolgoprudnyj           | Dolgoprudnyj    | 2º nel Girone Ovest di PPF Ligi  |
| Domodedovo             | Domodedovo      | 13º nel Girone Ovest di PPF Ligi |
| Kolomna                | Kolomna         | 15º nel Girone Ovest di PPF Ligi |
| Pskov-747              | Pskov           | 8 nel Girone Ovest di PPF Ligi   |
| Soljaris Mosca         | Mosca           | 3º nel Girone Ovest di PPF Ligi  |
| Spartak Kostroma       | Kostroma        | 6º nel Girone Ovest di PPF Ligi  |
| Strogino Mosca         | Mosca           | 9º nel Girone Ovest di PPF Ligi  |
| Tekstilščik Ivanovo    | Ivanovo         | 4º nel Girone Ovest di PPF Ligi  |
| Torpedo Vladimir       | Vladimir        | 5º nel Girone Ovest di PPF Ligi  |
| Volga Tver'            | Tver'           | 11º nel Girone Ovest di PPF Ligi |
| Znamja Truda           | Orechovo-Zuevo  | 12º nel Girone Ovest di PPF Ligi |

### Classifica finale
|  | Pos. | Squadra                | Pt | G  | V  | N  | P  | GF | GS | DR  |
|  | ---- | ---------------------- | -- | -- | -- | -- | -- | -- | -- | --- |
|  | 1.   | Dinamo San Pietroburgo | 64 | 26 | 20 | 4  | 2  | 63 | 19 | +44 |
|  | 2.   | Dolgoprudnyj           | 56 | 26 | 16 | 8  | 2  | 53 | 20 | +33 |
|  | 3.   | Tekstilščik Ivanovo    | 52 | 26 | 15 | 7  | 4  | 49 | 23 | +26 |
|  | 4.   | Dinamo-2 Mosca         | 43 | 26 | 13 | 4  | 9  | 38 | 25 | +13 |
|  | 5.   | Spartak Kostroma       | 43 | 26 | 11 | 10 | 5  | 39 | 22 | +17 |
|  | 6.   | Soljaris Mosca         | 37 | 26 | 10 | 7  | 9  | 50 | 40 | +10 |
|  | 7.   | Torpedo Vladimir       | 35 | 26 | 9  | 8  | 9  | 30 | 31 | -1  |
|  | 8.   | Domodedovo             | 33 | 26 | 9  | 6  | 11 | 21 | 32 | -11 |
|  | 9.   | CRFSO Smolensk         | 29 | 26 | 6  | 11 | 9  | 35 | 37 | -2  |
|  | 10.  | Pskov-747              | 28 | 26 | 6  | 10 | 10 | 18 | 31 | -13 |
|  | 11.  | Strogino Mosca         | 23 | 26 | 5  | 8  | 13 | 18 | 42 | -24 |
|  | 12.  | Kolomna                | 21 | 26 | 4  | 9  | 13 | 19 | 43 | -24 |
|  | 13.  | Znamja Truda           | 16 | 26 | 4  | 4  | 18 | 15 | 47 | -32 |
|  | 14.  | Volga Tver'            | 16 | 26 | 4  | 4  | 18 | 14 | 50 | -36 |

### Verdetti
- Dinamo San Pietroburgo promosso in Pervenstvo Futbol'noj Nacional'noj Ligi 2017-2018.

### Risultati
|                        | DISP | DOL  | TEI  | D2M  | SPK  | SOM  | TOV  | DOM  | CRS  | P47  | STM  | KOL  | ZNT  | VOT  |
| Dinamo San Pietroburgo | ---- | 1-0  | 3-2  | 1-0  | 3-3  | 2-1  | 1-0  | 2-0  | 3-1  | 2-0  | 5-0  | 1-0  | 4-0  | 4-0  |
| Dolgoprudny            | 1-1  | ---- | 2-0  | 2-0  | 1-1  | 5-1  | 4-0  | 4-1  | 2-2  | 2-0  | 3-1  | 1-1  | 3-0  | 2-0  |
| Tekstilščik Ivanovo    | 0-4  | 0-0  | ---- | 1-0  | 3-2  | 0-0  | 1-1  | 3-0  | 1-1  | 1-1  | 5-0  | 2-0  | 2-0  | 1-0  |
| Dinamo-2 Mosca         | 2-1  | 2-3  | 1-4  | ---- | 0-1  | 1-0  | 1-0  | 0-1  | 2-1  | 2-0  | 2-1  | 1-1  | 4-0  | 2-0  |
| Spartak Kostroma       | 1-2  | 1-1  | 0-1  | 2-0  | ---- | 2-2  | 0-0  | 0-0  | 1-1  | 0-0  | 1-0  | 3-0  | 1-0  | 4-0  |
| Soljaris Mosca         | 3-6  | 1-2  | 1-4  | 2-0  | 1-1  | ---- | 6-1  | 2-3  | 2-1  | 4-0  | 3-0  | 6-0  | 1-0  | 3-1  |
| Torpedo Vladimir       | 1-3  | 1-1  | 0-0  | 0-1  | 1-0  | 1-1  | ---- | 4-0  | 2-1  | 1-2  | 0-0  | 2-1  | 2-1  | 4-0  |
| Domodedovo             | 0-3  | 0-1  | 0-4  | 0-0  | 0-0  | 3-2  | 3-1  | ---- | 0-2  | 2-0  | 0-0  | 1-0  | 3-0  | 0-1  |
| CRFSO Smolensk         | 3-2  | 2-1  | 0-3  | 1-1  | 1-3  | 2-2  | 0-2  | 0-2  | ---- | 0-1  | 1-0  | 1-1  | 2-2  | 6-0  |
| Pskov-747              | 1-1  | 1-1  | 1-4  | 0-0  | 1-0  | 0-1  | 2-2  | 0-1  | 0-0  | ---- | 1-1  | 2-0  | 2-0  | 1-0  |
| Strogino Mosca         | 0-0  | 3-5  | 0-1  | 1-3  | 2-4  | 0-0  | 0-3  | 1-0  | 0-0  | 2-0  | ---- | 0-0  | 2-1  | 1-0  |
| Kolomna                | 0-4  | 0-2  | 3-3  | 0-2  | 1-3  | 2-1  | 0-0  | 1-1  | 1-3  | 2-2  | 2-0  | ---- | 1-0  | 1-1  |
| Znamja Truda           | 0-3  | 0-1  | 0-2  | 2-5  | 0-3  | 1-2  | 2-0  | 1-0  | 3-3  | 0-0  | 0-0  | 1-0  | ---- | 1-0  |
| Volga Tver'            | 0-1  | 0-3  | 3-1  | 0-6  | 1-2  | 2-2  | 0-1  | 0-0  | 0-0  | 2-0  | 2-3  | 0-1  | 1-0  | ---- |
| ---------------------- | ---- | ---- | ---- | ---- | ---- | ---- | ---- | ---- | ---- | ---- | ---- | ---- | ---- | ---- |

## Girone Centro

### Squadre partecipanti
| Squadra          | Città     | Stagione precedente                                               |
| ---------------- | --------- | ----------------------------------------------------------------- |
| Arsenal-2 Tula   | Tula      | 14º nel Girone Centro di PPF Ligi                                 |
| Avangard Kursk   | Kursk     | 5º nel Girone Centro di PPF Ligi                                  |
| Čertanovo        | Russia    | 11º nel Girone Centro di PPF Ligi                                 |
| Dinamo Brjansk   | Brjansk   | 9º nel Girone Centro di PPF Ligi                                  |
| Energomaš        | Belgorod  | 2º nel Girone Centro di PPF Ligi                                  |
| Kaluga           | Kaluga    | 8º nel Girone Centro di PPF Ligi                                  |
| Metallurg Lipeck | Lipeck    | 4º nel Girone Centro di PPF Ligi                                  |
| Orël             | Orël      | 13º nel Girone Centro di PPF Ligi                                 |
| Rjazan'          | Rjazan'   | 3º nel Girone Centro di PPF Ligi                                  |
| Saturn           | Ramenskoe | Nel Girone A Podmoskov' dei dilettanti, ripescato a metà stagione |
| Torpedo Mosca    | Mosca     | 12º nel Girone Centro di PPF Ligi                                 |
| Vitjaz' Podol'sk | Podol'sk  | 10º nel Girone Centro di PPF Ligi                                 |
| Zenit Penza      | Penza     | 7º nel Girone Centro di PPF Ligi                                  |

### Classifica finale
|  | Pos. | Squadra          | Pt | G  | V  | N  | P  | GF | GS | DR  |
|  | ---- | ---------------- | -- | -- | -- | -- | -- | -- | -- | --- |
|  | 1.   | Avangard Kursk   | 45 | 24 | 13 | 6  | 5  | 28 | 16 | +12 |
|  | 2.   | Saturn           | 42 | 24 | 11 | 9  | 4  | 32 | 20 | +12 |
|  | 3.   | Torpedo Mosca    | 42 | 24 | 11 | 9  | 4  | 36 | 19 | +17 |
|  | 4.   | Energomaš        | 41 | 24 | 12 | 5  | 7  | 47 | 24 | +23 |
|  | 5.   | Vitjaz' Podol'sk | 40 | 24 | 12 | 4  | 8  | 43 | 35 | +8  |
|  | 6.   | Čertanovo        | 34 | 24 | 9  | 7  | 8  | 36 | 33 | +3  |
|  | 7.   | Metallurg Lipeck | 31 | 24 | 8  | 7  | 9  | 27 | 29 | -2  |
|  | 8.   | Rjazan'          | 31 | 24 | 7  | 10 | 7  | 29 | 25 | +4  |
|  | 9.   | Dinamo Brjansk   | 30 | 24 | 8  | 6  | 10 | 22 | 19 | +3  |
|  | 10.  | Kaluga           | 30 | 24 | 8  | 6  | 10 | 25 | 28 | -3  |
|  | 11.  | Zenit Penza      | 27 | 24 | 7  | 6  | 11 | 31 | 43 | -12 |
|  | 12.  | Arsenal-2 Tula   | 17 | 24 | 4  | 5  | 15 | 24 | 52 | -28 |
|  | 13.  | Orël             | 15 | 24 | 3  | 6  | 15 | 13 | 50 | -37 |

### Verdetti
- Avangard Kursk promosso in Pervenstvo Futbol'noj Nacional'noj Ligi 2017-2018.

### Risultati
|                  | AVK  | SAT  | TOM  | ENO  | CIP  | CER  | MEL  | RJA  | DIB  | KAL  | ZEP  | A2T  | ORE  |
| Avangard Kursk   | ---- | 2-2  | 0-1  | 2-0  | 3-0  | 2-0  | 1-0  | 0-0  | 1-0  | 1-0  | 1-0  | 2-0  | 0-0  |
| Saturn           | 1-1  | ---- | 1-1  | 0-0  | 2-1  | 1-2  | 1-1  | 1-0  | 1-0  | 1-1  | 2-2  | 1-1  | 5-0  |
| Torpedo Mosca    | 1-1  | 1-2  | ---- | 2-0  | 2-1  | 2-1  | 1-0  | 1-1  | 1-1  | 1-1  | 4-0  | 3-0  | 1-1  |
| Energomash       | 3-1  | 0-1  | 0-0  | ---- | 2-0  | 0-1  | 2-2  | 2-0  | 1-0  | 2-1  | 5-1  | 4-0  | 4-0  |
| Vitjaz' Podol'sk | 3-0  | 2-1  | 1-3  | 4-1  | ---- | 3-3  | 1-0  | 1-0  | 1-0  | 1-0  | 3-1  | 4-4  | 3-2  |
| Čertanovo        | 0-1  | 0-0  | 1-0  | 1-4  | 3-3  | ---- | 1-2  | 2-2  | 2-2  | 4-0  | 1-1  | 0-1  | 3-0  |
| Metallurg Lipeck | 1-0  | 1-2  | 0-2  | 0-4  | 0-0  | 0-1  | ---- | 2-2  | 1-0  | 1-0  | 2-4  | 2-2  | 3-0  |
| Rjazan'          | 1-1  | 1-0  | 2-1  | 1-3  | 3-0  | 2-2  | 1-1  | ---- | 0-0  | 1-2  | 2-0  | 2-1  | 3-0  |
| Dinamo Brjansk   | 0-1  | 0-1  | 1-1  | 1-0  | 2-0  | 0-2  | 1-0  | 0-0  | ---- | 0-0  | 0-3  | 5-0  | 3-0  |
| Kaluga           | 2-0  | 1-2  | 2-1  | 1-1  | 2-1  | 2-0  | 1-1  | 1-0  | 1-2  | ---- | 2-2  | 1-0  | 3-0  |
| Zenit Penza      | 0-2  | 0-1  | 1-1  | 4-2  | 0-5  | 3-0  | 1-3  | 2-0  | 1-3  | 3-1  | ---- | 1-0  | 0-0  |
| Arsenal-2 Tula   | 1-2  | 1-3  | 1-2  | 0-6  | 1-2  | 1-3  | 1-3  | 1-4  | 1-0  | 2-0  | 0-0  | ---- | 2-2  |
| Orël             | 0-3  | 1-0  | 0-3  | 1-1  | 0-3  | 1-3  | 0-1  | 1-1  | 0-1  | 1-0  | 3-1  | 0-3  | ---- |
| ---------------- | ---- | ---- | ---- | ---- | ---- | ---- | ---- | ---- | ---- | ---- | ---- | ---- | ---- |

## Girone Sud

### Squadre partecipanti
| Squadra                 | Città                | Stagione precedente                                                    |
| ----------------------- | -------------------- | ---------------------------------------------------------------------- |
| Afips Afipskij          | Afipskij             | 2º nel Girone Sud di PPF Ligi                                          |
| Angušt Nazran'          | Nazran'              | 5º nel Girone Sud di PPF Ligi                                          |
| Armavir                 | Armavir              | 18° in PFN Ligi                                                        |
| Biolog-Novokubansk      | Novokubansk          | 10º nel Girone Sud di PPF Ligi                                         |
| Čajka Pesčanopskoe      | Pesčanokopskij rajon | 1° nel Girone Rostov-sul-Don della seconda serie dilettanti, ripescato |
| Černomorec Novorossijsk | Novorossijsk         | 4º nel Girone Sud di PPF Ligi                                          |
| Dinamo Stavropol'       | Stavropol'           | 8º nel Girone Sud di PPF Ligi                                          |
| Družba Majkop           | Majkop               | 14º nel Girone Sud di PPF Ligi                                         |
| Krasnodar-2             | Krasnodar            | 3º nel Girone Sud di PPF Ligi                                          |
| Kuban'-2                | Krasnodar            | Club di nuova istituzione                                              |
| Legion Dinamo           | Machačkala           | Club di nuova istituzione                                              |
| Mašuk-KMV Pjatigorsk    | Pjatigorsk           | 7º nel Girone Sud di PPF Ligi                                          |
| SKA Rostov              | Rostov sul Don       | 6º nel Girone Sud di PPF Ligi                                          |
| Soči 2013               | Soči                 | Riammesso dopo un anno di inattività                                   |
| Spartak Vladikavkaz     | Vladikavkaz          | 11º nel Girone Sud di PPF Ligi                                         |

### Classifica finale
|  | Pos. | Squadra                 | Pt | G  | V  | N  | P  | GF | GS | DR  |
|  | ---- | ----------------------- | -- | -- | -- | -- | -- | -- | -- | --- |
|  | 1.   | Rotor                   | 67 | 30 | 21 | 4  | 5  | 66 | 24 | +42 |
|  | 2.   | Afips Afipskij          | 62 | 30 | 19 | 5  | 6  | 42 | 24 | +18 |
|  | 3.   | Armavir                 | 62 | 30 | 18 | 8  | 4  | 44 | 18 | +26 |
|  | 4.   | Čajka Pesčanopskoe      | 52 | 30 | 14 | 10 | 6  | 44 | 25 | +19 |
|  | 5.   | Černomorec Novorossijsk | 50 | 30 | 15 | 5  | 10 | 37 | 21 | +16 |
|  | 6.   | Krasnodar-2             | 50 | 30 | 15 | 5  | 10 | 47 | 28 | +19 |
|  | 7.   | Soči 2013               | 48 | 30 | 13 | 9  | 8  | 44 | 32 | +12 |
|  | 8.   | SKA Rostov              | 40 | 30 | 10 | 10 | 10 | 31 | 33 | -2  |
|  | 9.   | Družba Majkop           | 38 | 30 | 11 | 5  | 14 | 36 | 45 | -9  |
|  | 10.  | Spartak Vladikavkaz     | 37 | 30 | 10 | 7  | 13 | 26 | 36 | -10 |
|  | 11.  | Biolog-Novokubansk      | 34 | 30 | 10 | 4  | 16 | 26 | 44 | -18 |
|  | 12.  | Dinamo Stavropol'       | 29 | 30 | 8  | 5  | 17 | 23 | 42 | -19 |
|  | 13.  | Angušt Nazran'          | 27 | 30 | 6  | 9  | 15 | 18 | 32 | -14 |
|  | 14.  | Mašuk-KMV Pjatigorsk    | 26 | 30 | 7  | 5  | 18 | 30 | 54 | -24 |
|  | 15.  | Legion Dinamo           | 24 | 30 | 6  | 6  | 18 | 22 | 52 | -30 |
|  | 16.  | Kuban'-2                | 23 | 30 | 6  | 5  | 19 | 22 | 48 | -26 |

### Verdetti
- Rotor promosso in Pervenstvo Futbol'noj Nacional'noj Ligi 2017-2018.

### Risultati
|                          | ROT  | AFA  | ARM  | CAJ  | CEN  | KR2  | S13  | SKR  | DRM  | SPV  | BIN  | DIS  | ANN  | MKP  | LDM  | KU2  |
| Rotor                    | ---- | 2-0  | 1-2  | 0-3  | 2-0  | 3-0  | 4-1  | 1-1  | 0-0  | 1-0  | 6-0  | 2-0  | 3-0  | 2-0  | 3-2  | 4-1  |
| Afips Afipskij           | 1-3  | ---- | 1-4  | 2-1  | 2-0  | 1-0  | 3-2  | 2-0  | 3-1  | 3-0  | 1-0  | 2-1  | 2-0  | 3-1  | 1-1  | 3-0  |
| Armavir                  | 0-0  | 0-1  | ---- | 0-2  | 1-0  | 1-0  | 0-0  | 1-1  | 2-0  | 1-0  | 1-0  | 1-1  | 2-1  | 3-0  | 5-0  | 2-0  |
| Čajka                    | 2-0  | 1-1  | 0-0  | ---- | 0-0  | 2-0  | 2-2  | 2-2  | 2-2  | 1-0  | 5-1  | 3-0  | 1-1  | 3-1  | 1-0  | 2-0  |
| Čern. Novorossijsk       | 1-0  | 0-2  | 0-1  | 1-1  | ---- | 2-0  | 2-1  | 0-0  | 1-2  | 1-0  | 2-0  | 3-1  | 1-0  | 3-0  | 3-0  | 3-0  |
| Krasnodar-2              | 1-2  | 2-1  | 1-0  | 1-1  | 0-1  | ---- | 2-0  | 0-0  | 8-0  | 5-1  | 2-1  | 4-0  | 2-1  | 4-1  | 2-1  | 2-0  |
| Soči 2013                | 3-3  | 2-0  | 0-0  | 1-0  | 1-0  | 0-1  | ---- | 1-1  | 1-0  | 3-0  | 1-1  | 0-1  | 1-1  | 1-0  | 3-1  | 2-2  |
| SKA Rostov               | 1-4  | 0-0  | 0-1  | 1-0  | 1-0  | 2-3  | 0-4  | ---- | 1-0  | 0-0  | 1-0  | 3-1  | 2-0  | 2-3  | 3-1  | 2-0  |
| Družba Majkop            | 0-1  | 2-1  | 2-3  | 1-0  | 1-5  | 1-0  | 1-3  | 0-2  | ---- | 2-2  | 2-0  | 0-1  | 1-3  | 3-0  | 4-1  | 0-0  |
| Spartak Vladikavkaz      | 1-0  | 1-2  | 0-0  | 3-1  | 2-0  | 1-1  | 1-2  | 2-0  | 0-4  | ---- | 2-2  | 1-0  | 0-1  | 2-1  | 1-0  | 1-0  |
| Biolog-Novokubansk       | 1-5  | 0-1  | 0-1  | 2-0  | 0-2  | 1-1  | 1-2  | 0-2  | 2-0  | 2-1  | ---- | 1-1  | 1-0  | 1-0  | 2-0  | 1-0  |
| Dinamo Stavropol'        | 0-1  | 0-1  | 1-3  | 0-2  | 1-1  | 2-0  | 1-3  | 1-0  | 0-2  | 0-1  | 1-2  | ---- | 0-1  | 1-1  | 0-0  | 2-1  |
| Angušt Nazran'           | 0-1  | 0-1  | 0-1  | 0-1  | 0-3  | 0-0  | 0-0  | 2-2  | 0-0  | 0-0  | 0-1  | 2-1  | ---- | 2-2  | 0-0  | 1-0  |
| Mašuk-KMV Pjatigorsk     | 1-2  | 0-0  | 3-3  | 0-1  | 0-2  | 2-1  | 1-3  | 2-0  | 1-2  | 2-0  | 2-1  | 0-2  | 0-1  | ---- | 4-3  | 1-1  |
| Legion-Dinamo Machačkala | 2-5  | 0-0  | 0-3  | 1-2  | 0-0  | 0-3  | 1-0  | 1-0  | 1-0  | 1-1  | 1-0  | 1-2  | 2-1  | 0-1  | ---- | 1-0  |
| Kuban-2                  | 0-5  | 0-1  | 3-2  | 2-2  | 2-0  | 0-1  | 2-1  | 1-1  | 1-3  | 0-2  | 1-2  | 0-1  | 1-0  | 2-0  | 2-0  | ---- |
| ------------------------ | ---- | ---- | ---- | ---- | ---- | ---- | ---- | ---- | ---- | ---- | ---- | ---- | ---- | ---- | ---- | ---- |

## Girone Urali-Volga

### Squadre partecipanti
| Squadra          | Città            | Stagione precedente                    |
| ---------------- | ---------------- | -------------------------------------- |
| Čeljabinsk       | Čeljabinsk       | 5º nel Girone Urali-Volga di PPF Ligi  |
| Dinamo Kirov     | Kirov            | 10º nel Girone Urali-Volga di PPF Ligi |
| KAMAZ            | Naberežnye Čelny | 20° in PFN Ligi                        |
| Lada-Togliatti   | Togliatti        | 9º nel Girone Urali-Volga di PPF Ligi  |
| Nosta Novotroick | Novotroick       | 7º nel Girone Urali-Volga di PPF Ligi  |
| Olimpiec N.N.    | Nižnij Novgorod  | 6º nel Girone Urali-Volga di PPF Ligi  |
| Syzran'-2003     | Syzran'          | 4º nel Girone Urali-Volga di PPF Ligi  |
| Volga Ul'janovsk | Ul'janovsk       | 3º nel Girone Urali-Volga di PPF Ligi  |
| Zenit Iževsk     | Iževsk           | 2º nel Girone Urali-Volga di PPF Ligi  |

### Classifica finale
|  | Pos. | Squadra          | Pt | G  | V  | N | P  | GF | GS | DR  |
|  | ---- | ---------------- | -- | -- | -- | - | -- | -- | -- | --- |
|  | 1.   | Olimpiec N.N.    | 55 | 24 | 17 | 4 | 3  | 47 | 17 | +30 |
|  | 2.   | Zenit Iževsk     | 51 | 24 | 15 | 6 | 3  | 47 | 18 | +29 |
|  | 3.   | Čeljabinsk       | 39 | 24 | 12 | 3 | 9  | 37 | 21 | +16 |
|  | 4.   | Syzran'-2003     | 35 | 24 | 10 | 5 | 9  | 21 | 21 | +0  |
|  | 5.   | Nosta Novotroick | 33 | 24 | 10 | 3 | 11 | 31 | 39 | -8  |
|  | 6.   | Volga Ul'janovsk | 31 | 24 | 8  | 7 | 9  | 23 | 25 | -2  |
|  | 7.   | KAMAZ            | 29 | 24 | 8  | 5 | 11 | 23 | 25 | -2  |
|  | 8.   | Lada-Togliatti   | 21 | 24 | 5  | 6 | 13 | 15 | 41 | -26 |
|  | 9.   | Dinamo Kirov     | 9  | 24 | 2  | 3 | 19 | 15 | 52 | -37 |

### Verdetti
- Olimpiec Nižnij Novgorod promosso in Pervenstvo Futbol'noj Nacional'noj Ligi 2017-2018.

### Risultati
|                          | ONN     | ZEI     | CEL     | S03     | NON     | VOU     | KAM     | LAT     | DIK     |
| Olimpiec Nižnij Novgorod | ----    | 0-3 1-1 | 3-0     | 2-0     | 1-2 3-0 | 3-0 1-0 | 1-0     | 4-0 2-0 | 7-0     |
| Zenit Iževsk             | 0-0     | ----    | 2-0 1-2 | 0-1 1-2 | 0-0     | 2-1 4-3 | 2-1 0-0 | 3-1     | 4-0     |
| Čeljabinsk               | 3-0 2-3 | 0-0     | ----    | 3-0 0-1 | 5-0     | 1-0     | 3-0 1-0 | 6-0     | 2-0 0-2 |
| Syzran'-2003             | 0-2 0-1 | 2-2     | 1-0     | ----    | 0-2     | 1-0     | 1-0 2-0 | 0-0 3-0 | 2-1 2-0 |
| Nosta Novotroick         | 1-2     | 0-2 1-2 | 2-1     | 2-1 1-1 | ----    | 1-2     | 0-3     | 2-0     | 4-3     |
| Volga Ul'janovsk         | 1-1     | 1-3     | 1-1 0-0 | 1-0     | 0-0     | ----    | 1-0 0-1 | 2-2     | 1-0 1-1 |
| KAMAZ                    | 2-2 1-2 | 0-1     | 1-2     | 1-0     | 3-2 3-1 | 0-2     | ----    | 1-0 0-0 | 1-1 2-0 |
| Lada-Togliatti           | 0-3     | 1-4 1-2 | 1-0 1-3 | 0-0     | 1-0 1-3 | 1-0 1-1 | 0-0     | ----    | 2-0     |
| Dinamo Kirov             | 1-2 0-1 | 0-5 0-3 | 0-1     | 1-1     | 2-3 0-1 | 0-2     | 1-3     | 0-2 2-0 | ----    |
| ------------------------ | ------- | ------- | ------- | ------- | ------- | ------- | ------- | ------- | ------- |

## Girone Est

### Squadre partecipanti
| Squadra        | Città                | Stagione precedente                                            |
| -------------- | -------------------- | -------------------------------------------------------------- |
| Čita           | Čita                 | 3º nel Girone Est di PPF Ligi                                  |
| Dinamo Barnaul | Barnaul              | 4º nel Girone Est di PPF Ligi                                  |
| Irtyš Omsk     | Omsk                 | 5º nel Girone Est di PPF Ligi                                  |
| Sachalin       | Južno-Sachalinsk     | 2º posto in PFN Ligi                                           |
| Smena K.N.A.   | Komsomol'sk-na-Amure | 1º nel Girone Est di PPF Ligi, rinunciò alla promozione        |
| Zenit Irkutsk  | Irkutsk              | 1° nel Girone Sibera della seconda serie dilettanti, ripescato |

### Classifica finale
|  | Pos. | Squadra        | Pt | G  | V  | N | P  | GF | GS | DR  |
|  | ---- | -------------- | -- | -- | -- | - | -- | -- | -- | --- |
|  | 1.   | Čita           | 46 | 20 | 15 | 1 | 4  | 36 | 14 | +22 |
|  | 2.   | Dinamo Barnaul | 38 | 20 | 12 | 2 | 6  | 28 | 26 | +2  |
|  | 3.   | Sachalin       | 30 | 20 | 8  | 6 | 6  | 30 | 21 | +9  |
|  | 4.   | Smena K.N.A.   | 25 | 20 | 7  | 4 | 9  | 25 | 26 | -1  |
|  | 5.   | Zenit Irkutsk  | 16 | 20 | 4  | 4 | 12 | 20 | 34 | -14 |
|  | 6.   | Irtyš Omsk     | 15 | 20 | 4  | 3 | 13 | 18 | 36 | -18 |

### Verdetti
- Čita promosso in Pervenstvo Futbol'noj Nacional'noj Ligi 2017-2018[1].

### Risultati
|                | CIT     | DIB     | SAC     | SKA     | ZEI     | IRO     |
| Čita           | ----    | 3-0     | 1-1 2-0 | 1-2 2-0 | 2-0 5-0 | 0-1 1-0 |
| Dinamo Barnaul | 3-4 1-3 | ----    | 1-0     | 1-0     | 2-1     | 3-2 4-2 |
| Sachalin       | 2-0 1-3 | 1-1 1-2 | ----    | 1-1 3-3 | 1-0 1-1 | 1-0 3-0 |
| Smena K.N.A.   | 0-1     | 2-0 0-1 | 0-2 2-1 | ----    | 3-1 2-0 | 2-1 4-2 |
| Zenit Irkutsk  | 1-2 2-0 | 0-1 0-3 | 1-2 1-1 | 2-2 3-1 | ----    | 1-0 1-2 |
| Irtyš Omsk     | 0-1     | 2-0 1-1 | 0-5 1-3 | 1-1 1-0 | 2-2 0-2 | ----    |
| -------------- | ------- | ------- | ------- | ------- | ------- | ------- |